# Alopecosa moesta
Alopecosa moesta este o specie de păianjeni din genul Alopecosa, familia Lycosidae. A fost descrisă pentru prima dată de Holmberg, 1876. Conform Catalogue of Life specia Alopecosa moesta nu are subspecii cunoscute.